# Nowa Wola (powiat kozienicki)
Nowa Wola – wieś sołecka w Polsce położona w województwie mazowieckim, w powiecie kozienickim, w gminie Grabów nad Pilicą.
| SIMC    | Nazwa                 | Rodzaj      |
| ------- | --------------------- | ----------- |
| 0621908 | Leśniczówka Nowa Wola | osada leśna |

W latach 1975–1998 miejscowość należała administracyjnie do województwa radomskiego.
Przez miejscowość przebiega droga wojewódzka nr 730.
Wierni Kościoła rzymskokatolickiego należą do parafii Świętej Trójcy w Grabowie nad Pilicą.